# Aaron Palushaj
Agron Aaron Palushaj, född 7 september 1989, är en amerikansk före detta professionell ishockeyspelare. Palushaj spelade i National Hockey League (NHL) för lagen Montreal Canadiens, Colorado Avalanche och Carolina Hurricanes.
Palushaj draftades av St. Louis Blues i andra rundan som 44:e totalt vid NHL Entry Draft 2007.

## Statistik

### Klubbkarriär
| 2005–06    | Des Moines Buccaneers      | USHL       | 58 | 10 | 23 | 33 | 53 | 11 | 2 | 4  | 6  | 15 |
| 2006–07    | Des Moines Buccaneers      | USHL       | 56 | 22 | 45 | 67 | 62 | 8  | 6 | 5  | 11 | 6  |
| 2007–08    | University of Michigan     | CCHA       | 43 | 10 | 34 | 44 | 22 | —  | — | —  | —  | —  |
| 2008–09    | University of Michigan     | CCHA       | 39 | 13 | 37 | 50 | 26 | —  | — | —  | —  | —  |
| 2008–09    | Peoria Rivermen            | AHL        | 4  | 2  | 0  | 2  | 4  | 4  | 0 | 1  | 1  | 2  |
| 2009–10    | Peoria Rivermen            | AHL        | 44 | 5  | 17 | 22 | 22 | —  | — | —  | —  | —  |
| 2009–10    | Hamilton Bulldogs          | AHL        | 18 | 3  | 7  | 10 | 8  | 19 | 2 | 10 | 12 | 28 |
| 2010–11    | Hamilton Bulldogs          | AHL        | 68 | 22 | 35 | 57 | 42 | 19 | 7 | 12 | 19 | 14 |
| 2010–11    | Montreal Canadiens         | NHL        | 3  | 0  | 0  | 0  | 2  | —  | — | —  | —  | —  |
| 2011–12    | Hamilton Bulldogs          | AHL        | 35 | 15 | 20 | 35 | 35 | —  | — | —  | —  | —  |
| 2011–12    | Montreal Canadiens         | NHL        | 38 | 1  | 4  | 5  | 8  | —  | — | —  | —  | —  |
| 2012–13    | Hamilton Bulldogs          | AHL        | 21 | 7  | 3  | 10 | 18 | —  | — | —  | —  | —  |
| 2012–13    | Colorado Avalanche         | NHL        | 25 | 2  | 7  | 9  | 8  | —  | — | —  | —  | —  |
| 2013–14    | Charlotte Checkers         | AHL        | 68 | 22 | 36 | 58 | 80 | —  | — | —  | —  | —  |
| 2013–14    | Carolina Hurricanes        | NHL        | 2  | 0  | 0  | 0  | 0  | —  | — | —  | —  | —  |
| 2014–15    | Medveščak Zagreb           | KHL        | 25 | 3  | 9  | 12 | 26 | —  | — | —  | —  | —  |
| 2014–15    | Avtomobilist Yekaterinburg | KHL        | 28 | 4  | 5  | 9  | 22 | 5  | 0 | 0  | 0  | 0  |
| 2015–16    | Lehigh Valley Phantoms     | AHL        | 57 | 11 | 17 | 28 | 44 | —  | — | —  | —  | —  |
| 2016–17    | Cleveland Monsters         | AHL        | 28 | 3  | 9  | 12 | 24 | —  | — | —  | —  | —  |
| 2016–17    | Dinamo Minsk               | KHL        | 18 | 8  | 4  | 12 | 14 | 2  | 0 | 0  | 0  | 0  |
| 2017–18    | Brynäs IF                  | SHL        | 51 | 19 | 26 | 45 | 42 | 6  | 1 | 4  | 5  | 6  |
| 2018–19    | Örebro HK                  | SHL        | 31 | 12 | 16 | 28 | 54 | —  | — | —  | —  | —  |
| 2019–20    | HC Davos                   | NL         | 40 | 20 | 15 | 35 | 26 | —  | — | —  | —  | —  |
| 2020–21    | HC Davos                   | NL         | 38 | 12 | 18 | 30 | 22 | 2  | 1 | 1  | 2  | 0  |
| NHL totalt | NHL totalt                 | NHL totalt | 68 | 3  | 11 | 14 | 18 | —  | — | —  | —  | —  |

### Internationellt
| År            | Lag           | Turnering     | Resultat      |   | Matcher | Mål | Assist | Poäng | Utv |
| ------------- | ------------- | ------------- | ------------- | - | ------- | --- | ------ | ----- | --- |
| 2009          | USA           | JVM           | 5:a           | 6 | 2       | 3   | 5      | 10    |     |
| 2013          | USA           | VM            | 3             | 9 | 1       | 1   | 2      | 12    |     |
| Junior totalt | Junior totalt | Junior totalt | Junior totalt | 6 | 2       | 3   | 5      | 10    |     |
| Senior totalt | Senior totalt | Senior totalt | Senior totalt | 9 | 1       | 1   | 2      | 12    |     |